# Bronnîkî, raionul Rivne, regiunea Rivne
Bronnîkî (în ucraineană Бронники) este localitatea de reședință a comunei Bronnîkî din raionul Rivne, regiunea Rivne, Ucraina.

## Demografie
Componența lingvistică a localității Bronnîkî
     Ucraineană (98,41%)
     Rusă (1,02%)
     Alte limbi (0,22%)
Conform recensământului din 2001, majoritatea populației localității Bronnîkî era vorbitoare de ucraineană (98,41%), existând în minoritate și vorbitori de rusă (1,02%).